# Каттанео, Миколь
Миколь Каттанео (итал. Micol Cattaneo, родилась 13 мая 1982 в Ровелласке) — итальянская легкоатлетка (барьерный спринт). Дочь футболиста Джузеппе Каттанео. Чемпионка и серебряный призёр Всемирных военных игр 2007 года, бронзовый призёр Средиземноморских игр 2009 года. Восьмикратная чемпионка Италии: четыре победы в беге на 100 м и четыре победы в беге на 60 м. Восьмикратная чемпионка Италии (четырежды в беге на 100 м и четырежды в беге на 60 м).